# Ann Van de Steen
Ann Van de Steen (Gent, 18 maart 1963) is een Belgisch advocate en politica van de SD&P. 

## Politiek
Van de Steen is een voormalig sp.a-politica. Ze zetelt sinds begin 2001 na haar verkiezing in de gemeenteraadsverkiezingen van 2000 in de gemeenteraad van haar verblijfplaats Aalst. Na de gemeenteraadsverkiezingen van 2006 werd ze opgenomen in het bestuurscollege als schepen van Openbare Werken en Stadsvernieuwing, Wonen en Energie. Bij de Aalsterse gemeenteraadsverkiezingen van 2012 werd ze nogmaals herkozen. Ze onderhandelde mee voor sp.a bij de coalitievorming. 
In 2012 kwam het tot een bestuursakkoord in Aalst tussen N-VA, CD&V en sp.a. Het akkoord kreeg veel weerklank en kritiek in pers en binnen de partij omdat een aantal nationale politici van de partij de socialistische verworvenheden in het bestuursakkoord te beperkt vonden en de schepenpost voor Karim Van Overmeire bij N-VA moeilijk te slikken, gezien diens verleden bij het Vlaams Belang. Van de Steen kreeg in het nieuwe college van burgemeester en schepenen de bevoegdheden Openbare Werken en Stadsvernieuwing, Energie en Patrimonium.
In 2014 ontbond sp.a-voorzitter Bruno Tobback de Aalsterse afdeling van de sp.a en liet enkel diegenen terug toetreden die tegen de coalitiedeelname waren. Van de Steen, collega Dylan Casaer en drie van de vijf andere sp.a-gemeenteraadsleden sloten zich niet terug aan en vormden op 20 januari 2014 de lokale partij Sociaal Democraten & Progressieven (SD&P).